# Stephan Kekulé von Stradonitz
Pour les articles homonymes, voir Kekulé von Stradonitz.
Stephan Kekulé von Stradonitz (1er mai 1863 à Gand - 5 mai 1933 à Berlin), est un juriste, héraldiste et généalogiste allemand, qui popularise une méthode de numérotation des ancêtres pour les généalogies ascendantes.

## Biographie
Il est le fils du chimiste renommé Friedrich Kekulé von Stradonitz, issu d’une famille noble de Bohême, et de sa femme Stéphanie Drory, de Gand.
En 1898, il reprend un système mathématique de numérotation des ancêtres en généalogie, créé par Eyzinger et préconisé en 1676 par Sosa, dans son Ahnentafel-Atlas. Ahnentafeln zu 32 Ahnen der Regenten Europas und ihrer Gemahlinnen (Berlin : J. A. Stargardt, 1898-1904), contenant 79 tableaux d'ascendance de souverains européens ou de leurs conjoints. Cette méthode qu’il popularise est devenue universelle et connue comme système de numérotation de Sosa-Stradonitz.